# 紫棕掌突蟾
紫棕掌突蟾（学名：Leptobrachella purpura），一种于中华人民共和国云南省盈江县发现的两栖动物，隶属于角蟾科掌突蟾属。其种加词“purpura”意为“紫色的”。

## 形态特征
模式标本雄蟾体长25毫米。身体背部皮肤较粗糙，为紫棕色，有模糊的深棕色斑纹；四肢背侧面有横向深棕色横纹；腹部泛白色，其上有模糊的灰色云块；喉部浅粉色；大腿腹面粉红，散布着稀疏的小白点。

## 保护
本种于2023年被收录入《有重要生态、科学、社会价值的陆生野生动物名录》。